# Ferdinand Freund
Ferdinand Freund (* 25. August 1893 in Wien; † 5. August 1960 ebenda) war ein österreichischer Politiker (SPÖ) und Amtsführender Stadtrat in Wien. 
Freund studierte Medizin an der Universität Wien und promovierte 1919 zum Doktor. Er stand bis 1928 in allgemeiner und fachlicher Ausbildung im Krankenhaus der Stadt Wien und als Facharzt im Wilhelminenspital. Freund war am Wilhelminenspital Assistent von Moritz Oppenheim und arbeitete zwischen 1928 und 1939 als Facharzt für Dermatologie und Venerologie sowie als Ambulatoriumsvorstand der Arbeiter-Krankenversicherungskasse Wien. Während des Zweiten Weltkriegs war Freund von 1939 bis 1945 als Abteilungsleiter und Spitalskommandeur beschäftigt, leitete Lazarettabteilungen und war zuletzt Lazarettkommandeur.
Nach dem Ende des Zweiten Weltkriegs übernahm Freund die Stelle eines Primararztes für Dermatologie in der Rudolfstiftung. Er wurde im Zuge der Landtags- und Gemeinderatswahl 1945 in den Landtag und Gemeinderat gewählt und am 25. November 1945 angelobt. Er gehörte dem Gremium bis zum 9. Oktober 1949 an. Zwischen dem 14. Februar 1946 und dem 5. Dezember 1949 gehörte Freund zudem der Landesregierung Körner II an und übernahm das Amt des Amtsführenden Stadtrats für das Wohlfahrtswesen. Zudem war Freund Obmann der Vereinigung der sozialistischen Ärzte Österreichs.
Als Stadtrat leitete Freund den Wiederaufbau des Wohlfahrtswesen und setzte sich insbesondere für die Jugendwohlfahrt ein. Zu seinen Zielen gehörte der Ausbau der Schulfürsorge und der Kindergärten, der Ausbau der soziale Frauenakademie, die Neuerrichtung von großen Erziehungs- und Erholungsheimen für Jugendliche sowie den Ausbau der Lehrlingsförderung und die Schulausspeisung. 
Nach seinem Tod wurde Ferdinand Freund auf dem Wiener Zentralfriedhof (Gruppe 10, Reihe 2, Nr. 59) beigesetzt.